# Pseudepione magnaria
Pseudepione magnaria är en fjärilsart som beskrevs av Alfred Ernest Wileman 1911. Pseudepione magnaria ingår i släktet Pseudepione och familjen mätare. Inga underarter finns listade i Catalogue of Life.